# Hailu Mekonnen

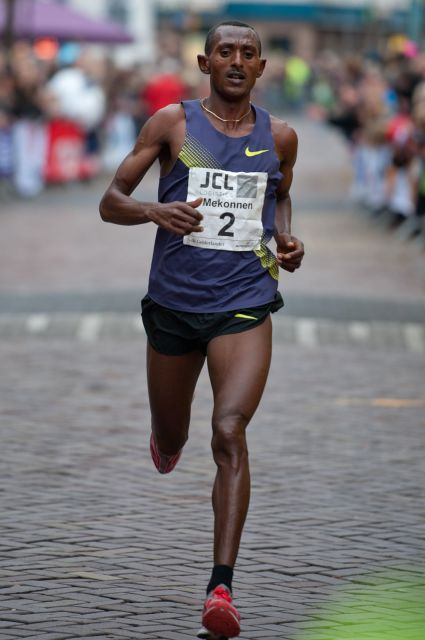
Hailu Mekonnen (2011)

Hailu Mekonnen (* 4. April 1980 in der Provinz Arsi) ist ein äthiopischer Mittel- und Langstreckenläufer.

## Leben
1998 gewann er Bronze beim Juniorenrennen der Crosslauf-Weltmeisterschaften in Marrakesch und Silber über 5000 m bei den Leichtathletik-Afrikameisterschaften in Dakar. Im Jahr darauf holte er bei den Crosslauf-Weltmeisterschaften in Belfast den Titel im Juniorenrennen und die Bronzemedaille auf der Kurzstrecke. Einem siebten Platz über 5000 m bei den Leichtathletik-Weltmeisterschaften in Sevilla folgte Gold über 1500 m bei den Panafrikanischen Spielen in Johannesburg. 2000 wurde er bei den Crosslauf-Weltmeisterschaften in Vilamoura Sechster auf der Kurzstrecke und erreichte bei den Olympischen Spielen in Sydney über 1500 m das Halbfinale.
2001 wurde er bei den Leichtathletik-Hallenweltmeisterschaften in Lissabon Siebter über 1500 m, Zehnter auf der Kurzstrecke bei den Crosslauf-Weltmeisterschaften in Ostende und Achter über 5000 m bei den Weltmeisterschaften in Edmonton. 2002 errang er Bronze beim Kurzstreckenrennen der Crosslauf-Weltmeisterschaften in Dublin, 2003 Silber über 5000 m bei den Panafrikanischen Spielen in Abuja.
Danach wechselte er zum Straßenlauf. 2005 siegte er beim Montferland Run, und 2007 wurde er Achter beim Halbmarathonbewerb von Reims-Marathon. 2009 wurde er Zweiter beim Great Scottish Run, erreichte aber bei den Halbmarathon-Weltmeisterschaften in Birmingham nicht das Ziel. 2010 wurde er Neunter beim Barcelona-Marathon, Achter beim Paris-Marathon, gewann den Great Scottish Run und wurde Fünfter beim Amsterdam-Marathon.
2011 siegte er beim Tokio-Marathon.

## Persönliche Bestzeiten
- 1500 m: 3:33,14 min, 30. Juni 2000, Rom
  - Halle: 3:35,58 min, 6. Februar 2000, Stuttgart
- 1 Meile: 3:53,40 min, 28. Juli 2000, Oslo
  - Halle: 3:54,78 min, 13. Februar 2000, Liévin
- 2000 m: 5:02,06 min, 5. Juni 1998, Mailand
- 3000 m: 7:30,53 min, 24. August 2001, Brüssel
  - Halle: 7:38,4 min, 20. Februar 2000, Birmingham
- 5000 m: 12:58,57 min, 29. Juni 2001, Rom
- 10.000 m: 28:01,10 min, 30. August 2002, Brüssel
- 10-km-Straßenlauf: 27:39 min, 11. Dezember 2002, Doha
- 15-km-Straßenlauf: 43:09 min, 4. Dezember 2005, ’s-Heerenberg
- Halbmarathon: 1:01:29 h, 6. September 2009, Glasgow
- Marathon: 2:07:35 h, 27. Februar 2011, Tokio